# تمغالی
تَمغالی (به قزاقی: Тамғалы) منطقه‌ای است با سنگ‌نگاره‌های باستانی و جزء میراث جهانی یونسکو در قزاقستان است. نام تمغالی مشتق از واژه ترکی/مغولی تمغا به معنی نشان و مُهر است.
قدیمی‌ترین سنگ‌نگاره‌های تمغالی مربوط به عصر برنز (حدود ۳۰۰۰ سال پیش) است، زمانی که پیشینیان مردم ایرانی‌تبار سکایی در این منطقه سکونت داشند؛ و جدیدترین آن‌ها از قرن ۱۸ یا ۱۹ است.
ابوریحان بیرونی در نوشته‌های خود به رسم مردم محل در نقاشی‌های اسرارآمیز سرزمین کیماک‌ها اشاره کرده است.